# La Marraine de Charley (film, 1935)
Pour les articles homonymes, voir La Marraine de Charley.
Pour plus de détails, voir Fiche technique et Distribution.
La Marraine de Charley est un film français réalisé en 1935 par Pierre Colombier, sorti en 1936.

## Fiche technique
- Titre : La Marraine de Charley
- Réalisation : Pierre Colombier
- Scénario : Pierre Colombier et Arnold Lipp, d'après la pièce de Brandon Thomas et Maurice Ordonneau
- Dialogues : René Pujol
- Photographie : Robert Lefebvre et Charlie Bauer
- Décors : Jacques Colombier
- Son : Charles Métain
- Musique : Vincent Scotto, Fred Pearly, Pierre Chagnon
- Société de production : F.E.F.
- Pays d'origine :  France
- Format :  Noir et blanc - 1,37:1 - 35 mm - son mono
- Genre : Comédie[1]
- Durée : 85 minutes
- Date de sortie : France, 17 janvier 1936

## Distribution
- Lucien Baroux : William
- Georges Rigaud : Jack
- Monique Rolland : Kitty
- Marguerite Moreno : Lucie d'Alvadorez
- Olly Flint : Olly Parker
- Julien Carette : Spettik
- Claude Lehmann : Charley
- Georges Mauloy : le colonel
- Léna Darthès : Betty
- Jean Dax : l'huissier
- Guy Derlan : le secrétaire
- Goupil : Pitt
- Max Lerel : un rédacteur